# Mario (franchise)
Mario (マリオ?, Mario) è un media franchise giapponese creato dall'autore di videogiochi Shigeru Miyamoto per la compagnia videoludica Nintendo, che ne produce e pubblica i suoi titoli. Avente come protagonista titolare l'idraulico italiano Mario, nasce come franchise videoludico, estendondesi nel corso degli anni ad altre forme di media, tra cui serie televisive, fumetti, un lungometraggio del 1993, un film d'animazione del 2023 e delle attrazioni in parchi tematici. Il primo capitolo della serie è stato Mario Bros. del 1983, sebbene Mario avesse già fatto la sua prima apparizione nel gioco arcade del 1981 Donkey Kong, comparendo anche in diversi giochi delle serie Donkey Kong e Game & Watch. I videogiochi di Mario sono stati sviluppati da un'ampia varietà di sviluppatori tra cui Nintendo, Hudson Soft e AlphaDream. I giochi di Mario sono stati pubblicati quasi esclusivamente sulle varie piattaforme di gioco realizzate da Nintendo dalla terza generazione delle console in poi.

L'emblema sul cappello di Mario è iconico nel franchise di Mario.

La serie di punta del franchise è quella di videogiochi a piattaforme Super Mario, iniziata nel 1985 con la pubblicazione di Super Mario Bros., che segue principalmente le avventure del protagonista nel mondo immaginario del Regno dei Funghi facendo principale affidamento sull'abilità di salto del personaggio per consentirgli di progredire attraverso i livelli. Il franchise ha generato oltre 200 giochi di vari generi e diverse sottoserie, tra cui Mario Golf, Mario Kart, Mario Party, Mario Tennis, Mario vs. Donkey Kong e Paper Mario; diversi personaggi introdotti nel franchise di Mario hanno dato vita a franchise di successo, tra cui Donkey Kong, Wario, Yoshi e Luigi.
Mario è uno dei franchise più rinomati e di maggior successo, con molti dei suoi giochi, in particolare all'interno della serie principale Super Mario, considerati come alcuni dei migliori videogiochi mai realizzati. È il franchise di videogiochi più redditizio di tutti i tempi, con oltre 830 milioni di copie di giochi vendute, di cui oltre 430 milioni solo per i giochi di Super Mario.

## Videogiochi

### Primi videogiochi

#### Game & Watch
Nintendo ha pubblicato diversi videogiochi LCD di Mario per la linea Game & Watch. Undici di questi, sono stati distribuiti tra il 1982 e il 1994. Nintendo ha anche concesso in licenza la pubblicazione di sei videogiochi LCD per la linea Game Watch di Nelsonic tra il 1989 e il 1994. Diversi videogiochi consistevano in remake di giochi della serie Game & Watch, in cui il protagonista fu cambiato da uno generico Mr. Game & Watch al personaggio di Mario. Nel 2020, una riedizione di Super Mario Bros. sotto forma di Game & Watch fu pubblicata con il titolo Game & Watch: Super Mario Bros., per festeggiare il 35º anniversario del gioco.

## Altri media
Il franchise di Mario include svariati fumetti, manga e serie televesive basate sui videogiochi. La maggioranza di questi prodotti è stata distribuita tra la fine degli anni 1980 e l'inizio degli anni 1990. Della serie sono stati distribuiti tre film. L'anime Super Mario Bros. - Peach-hime kyushutsu dai sakusen! è stato pubblicato nel 1986. Il film live-action del 1993 Super Mario Bros. fu un insuccesso al botteghino ed è ampiamente riconosciuto come flop. Al contrario, il film animato del 2023 Super Mario Bros. - Il film ha infranto diversi record al botteghino.

### Televisione
Saturday Supercade era una serie televisiva animata prodotta per il sabato mattina da Ruby-Spears Productions. È andato in onda per due stagioni sulla CBS, a partire dal 1983. Ogni episodio comprendeva diversi segmenti più brevi con personaggi di giochi dell'età dell'oro dei videogiochi arcade. Donkey Kong, Mario e Pauline (dal gioco arcade di Donkey Kong) erano presenti nella serie.
Super Mario è la prima serie televisiva statunitense basata sui videogiochi per NES di Mario. È stata trasmessa in syndication dal 4 settembre al 1º dicembre 1989. Basata su Super Mario Bros. e Super Mario Bros. 2, lo show fu prodotto da DiC Entertainment e fu distribuito per televisione in syndication da Viacom Enterprises (da allora i pieni diritti sono tornati a DiC attraverso Nintendo).
King Koopa's Kool Kartoons è una serie live action per bambini trasmessa nella California meridionale durante la stagione natalizia del 1989–90. La serie vede come protagonista Re Koopa (anche noto come Bowser), l'antagonista principale del franchise di Mario. Il programma di 30 minuti è stato originariamente trasmesso durante le fasce orarie pomeridiane doposcuola su KTTV Fox 11 con sede a Los Angeles.
Le avventure di Super Mario è la seconda serie TV basata sui videogiochi di Mario per NES. È stata trasmessa su NBC dall'8 settembre al 1º dicembre 1990. Basato sul videogioco Super Mario Bros. 3, il cartone presenta Mario, Luigi, la principessa Toadstool e Toad combattere contro Bowser e i suoi Bowserotti. Alcuni personaggi nella serie presentano nomi differenti rispetto a quelli tradizionali, sia in inglese sia in italiano. Come per le precedenti serie animate di Mario, le animazioni sono state fatte da Sei Young Animation Co. Ltd, sebbene la serie sia co-prodotta da Reteitalia S.P.A., da cui le lievi differenze nel design dei personaggi.
Dal 14 settembre al 7 dicembre 1991 è andata in onda una terza serie animata sempre co-prodotta da DiC e Reteitalia, che funge da seguito alla precedente e chiamata Le avventure di Super Mario. È liberamente ispirata al videogioco Super Mario World (da cui il titolo originale) e la differenza principale vede tra i personaggi Yoshi al posto di Toad.

### Film e anime
Super Mario Bros. - Peach-hime kyushutsu dai sakusen! è un film anime giapponese distribuito il 20 luglio 1986. Diretto da Masami Hata e prodotto da Masakatsu Suzuki e Tsunemasa Hatano, il film vede come protagonisti Mario e Luigi, rimasti bloccati in un videogioco per Famicom, dove devono salvare la principessa Peach da Re Koopa. Un adattamento manga del film è stato pubblicato in Giappone nello stesso periodo d'uscita del film.
Una serie di tre episodi OAV titolata Amada Anime Series: Super Mario Bros., basati su Momotarō, Issun-bōshi e Biancaneve, furono distribuiti il 3 agosto 1989. Questi presentano Mario come l'eroe, Peach come la damigella e Bowser come il cattivo, con altri personaggi di Mario che interpretano ruoli secondari.

#### Film live-action del 1993
Super Mario Bros. è un film d'avventura commedia per famiglie statunitense del 1993, vagamente basato sull'omonimo videogioco. Il film segue le gesta di Mario (Bob Hoskins) e Luigi (John Leguizamo) in una distopia governata da Re Koopa (Dennis Hopper). È stato il primo grande film live-action ispirato ad un videogioco. La trama del film segue Mario e Luigi come protagonisti principali, con Mario che guida il team mentre Luigi sviluppa una relazione romantica con la principessa Daisy.
Il film ha guadagnato $39 milioni a fronte di un buget di $48 milioni. Nello show televisivo Siskel & Ebert, il film ha ricevuto due pollici in giù ed è stato bollato come un flop al botteghino.

#### Film animato del 2023

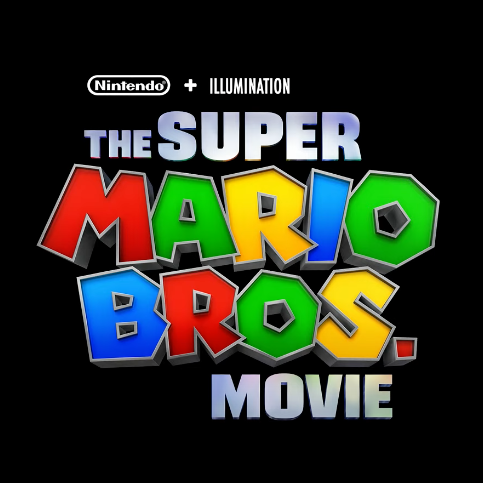
Logo originale di Super Mario Bros. - Il film

Super Mario Bros. - Il film è stato distribuito il 5 aprile 2023 da Universal Pictures in Nord America e Oceania. Prodotto da Illumination e Nintendo, il film presenta le voci di Chris Pratt come Mario, Anya Taylor-Joy come Peach, Charlie Day come Luigi, Jack Black come Bowser, Keegan-Michael Key come Toad, Seth Rogen come Donkey Kong, Kevin Michael Richardson come Kamek e Fred Armisen come Cranky Kong. Anche Charles Martinet, primo doppiatore di Mario nei videogiochi, presta la voce per dei cameo. I registi del film sono Aaron Horvath e Michael Jelenic, gli sviluppatori di Teen Titans Go!, mentre la sceneggiatura è stata scritta da Matthew Fogel. Il film è stato prodotto da Shigeru Miyamoto e Chris Meledandri.

### Merchandise

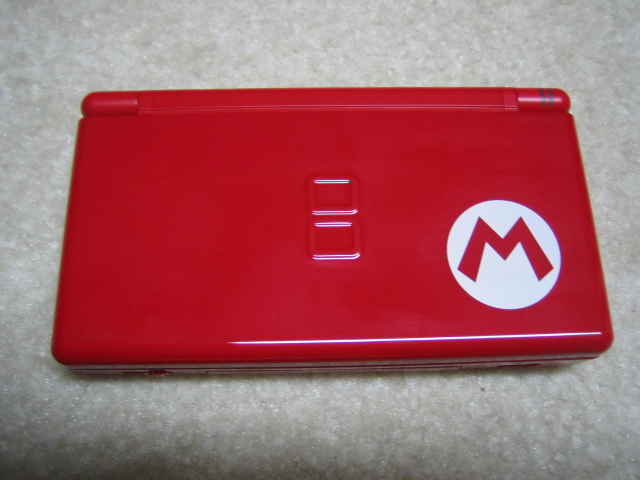
Un Nintendo DS Lite a tema Mario

A tema Mario sono nate svariate tipologie di prodotti, tra cui schiscette, magliette, jeans, riviste, pubblicità (in particolare, in una pubblicità della campagna Got Milk?), caramelle, bottiglie di shampoo, cereali, distintivi e peluche. Nel 1992, Gottlieb ha creato un flipper a tema Super Mario. Un gioco da tavolo del Monopoly basato sul franchise di Mario è stato confermato dal sito web USAopoly. Nell'aprile 2017, è stata annunciata la distribuzione di un gioco da tavolo sviluppato da USAopoly intitolato Super Mario Level Up!. Un altro gioco da tavolo ispirato a Monopoly a tema Mario chiamato Monopoly Gamer è stato distribuito nell'agosto 2017. Inoltre, è stata pubblicata una versione Monopoly Gamer a tema Mario Kart che presenta dei percorsi di Mario Kart 8, che fungono da proprietà nel gioco. LINE ha pubblicato quattro set di adesivi con funzionalità sonore di Mario. I set Lego a tema Mario sono stati pubblicati nell'agosto 2020. Questi set presentano una figura elettronica di Mario che interagisce con altre parti del set.

### Parchi tematici
Sia negli Universal Studios Japan a Osaka che negli Universal Studios Hollywood a Los Angeles è stata allestita un'area tematica dedicata al franchise di Mario chiamata Super Nintendo World, rispettivamente nel 2022 e nel 2023. Aree simili apriranno nell'Universal Orlando Resort e negli Universal Studios Singapore entro l'estate del 2025.

### Altro
Il 9 settembre 2006 è stato aperto Mario's Castle un sito web amatoriale nato inizialmente su Forumfree e specializzato nel pubblicare notizie sul franchise e Nintendo. Dal 2011 è accompagnato da una wiki realizzata con Mediawiki che, il 1º novembre 2023 ha raggiunto 10 000 pagine.